# Виадук Вьор
Виадук над долиной реки Вьор (бассейн Гаронны) — старейший во Франции крупный металлический мост на границе департаментов Аверон и Тарн (граница проходит по реке Вьор). Стал на дату открытия самым длинным в мире металлическим арочным мостом; и до настоящего времени остаётся таковым во Франции. В 1984 году виадук Вьор признан историческим памятником Франции.
Необходимость железнодорожной ветки из Тулузы, через Альби в Родез стала очевидна ещё в 1850-х годах. Однако для строительных технологий того времени ущелье реки Вьор с его высокими берегами стало непреодолимым препятствием. Лишь в конце XIX века развитие металлического мостостроения позволило вернуться к предполагаемой трассе, и в 1887 году был объявлен тендер на проектирование мостового перехода. В конкурсе участвовало семь проектов, в том числе и проект Гюстава Эйфеля, корифея металлических конструкций, спроектировавшего виадук Гараби и Мост Донны Марии Пиа в Порту и уже строившего Эйфелеву башню, однако был выбран революционный проект Поля-Жозефа Бодена. Закладка первого камня в опору виадука состоялась 9 мая 1895 года, а 5 октября 1902 года по мосту прошёл первый поезд.
Мост образован двумя независимыми двусторонними консольными конструкциями, которые возводились по отдельности и только после окончания строительства были сварены между собой. Длина пролёта моста между двумя каменными опорами — 220 метров, ширина — 5,9 метров, максимальная высота над рекой Вьор — 116 метров. Масса стальных конструкций оценивается в 3800 тонн. Общая длина виадука — 460 метров, он несёт однопутную железнодорожную линию Кармо — Родез.
Балки ажурных конструкций соединены заклёпками вручную, общее количество заклёпок порядка миллиона, а их суммарная масса — более 160 тонн. 80 тонн краски защищают виадук от ржавчины. Объём камня, положенного в опоры и устои моста — 4000 кубических метров.